# Roman Staněk
Roman Staněk (Valašské Meziříčí, República Checa; 25 de febrero de 2004) es un piloto automovilismo checo. En 2019 fue miembro de la Academia Sauber. En 2023 y 2024 compitió en el Campeonato de Fórmula 2 de la FIA con Trident, logrando una victoria en la ronda de Melbourne de 2024, equipo con el que participó en el Campeonato de Fórmula 3 de la FIA, categoría donde logró una victoria y seis podios. En 2025 es piloto de Invicta Racing.

## Carrera

### Campeonato de Fórmula 3 de la FIA

#### 2020
En julio de 2020, el equipo Charouz Racing System contrató a Staněk para competir en la edición 2020 del Campeonato de Fórmula 3 de la FIA, como reemplazo de Niko Kari. Kari había sido contratado por el equipo en febrero de 2020 para competir en la Fórmula 3, pero debido a la demora en comenzar la temporada causada por la pandemia de COVID-19, terminó dejando el equipo antes de que comenzara el campeonato.

#### 2021

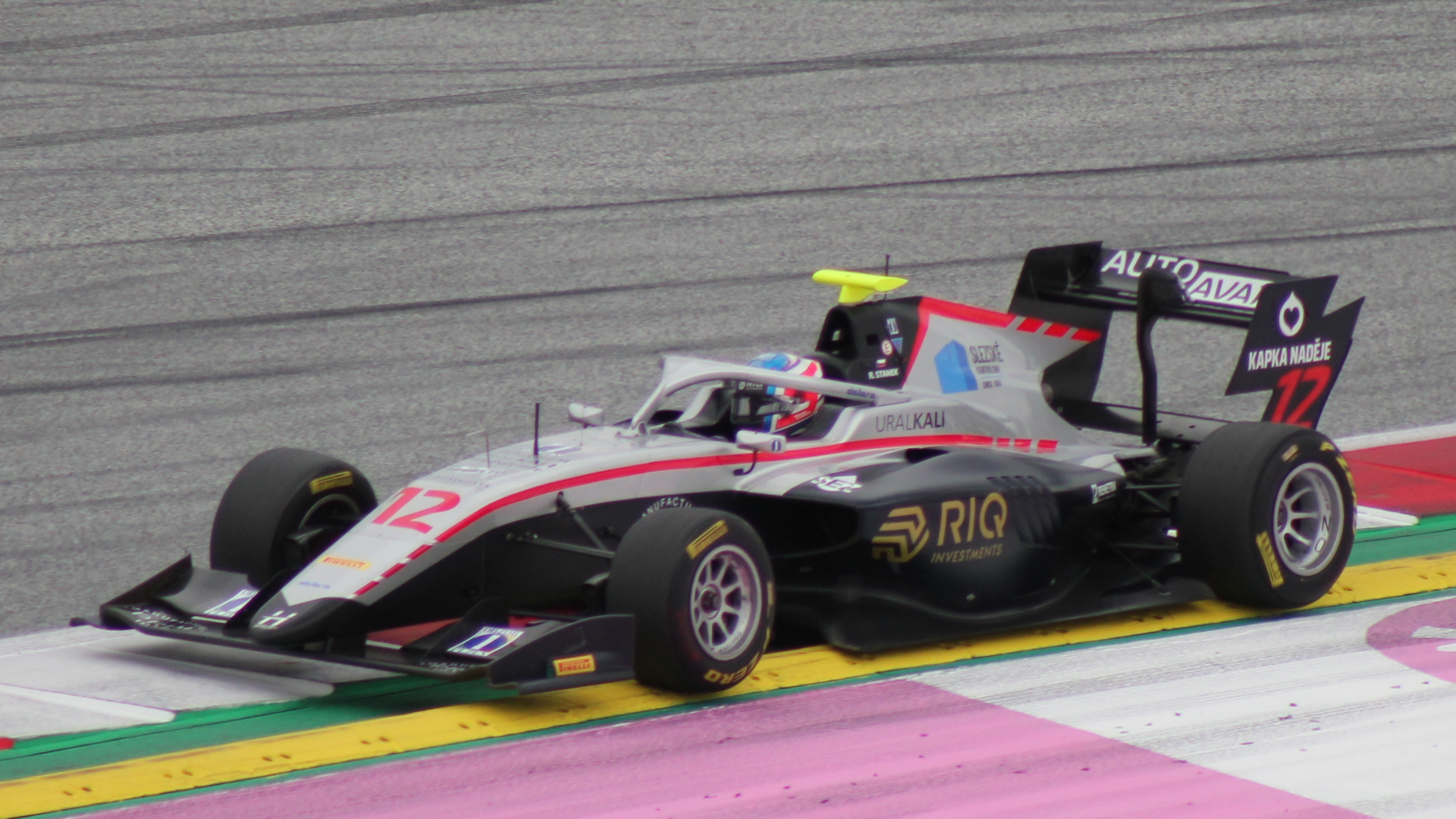
Roman Staněk en Austria, 2021.

Para el 2021, Staněk se unió a Hitech Grand Prix para competir en el Campeonato Asiático de F3 y el Campeonato de Fórmula 3 de la FIA. Terminó décimo en el primero y 16 en el segundo, con dos podios. También hizo una aparición única en la Eurofórmula Open para Team Motopark en Imola y logró llevarse una victoria y un segundo puesto.

#### 2022

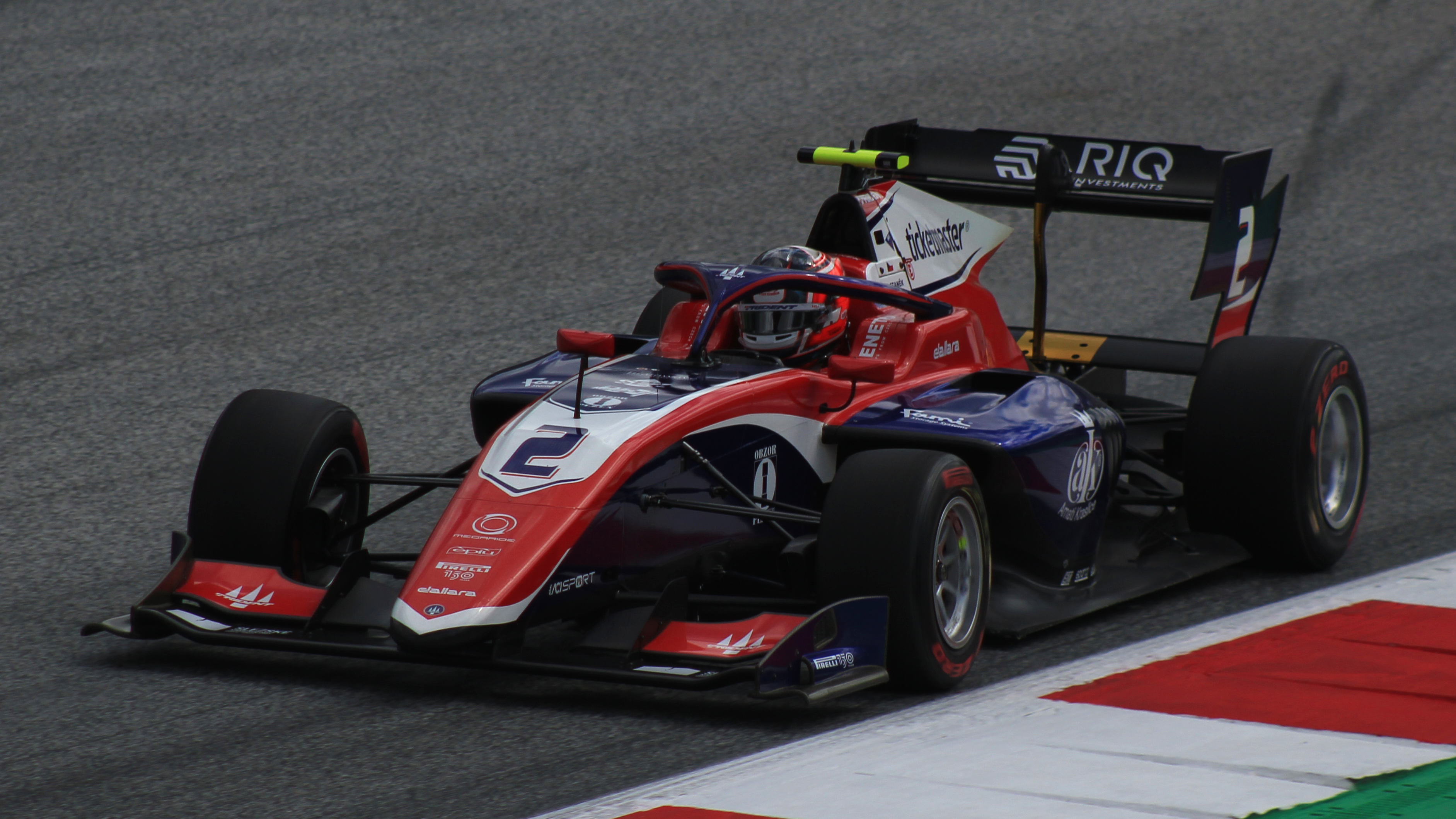
Roman Staněk en Austria, 2022.

En 2022, luego de probar para ellos en la postemporada, Staněk se mudó a Trident, el actual campeón de los equipos, para su tercera temporada en el Campeonato de Fórmula 3 de la FIA. Luego de un mal comienzo de temporada en Baréin, donde sufrió pinchazos en ambas carreras. En orden, el piloto checo logró su primera victoria en F3 en Imola, ubicándose tercero en el campeonato después de dos rondas. Staněk continuaría en esta forma hasta el próximo fin de semana en Barcelona, donde obtuvo la pole position.

## Resumen de carrera
| Temporada | Categoría                         | Equipo                | Carreras     | Victorias    | Poles        | VR           | Podios       | Puntos       | Pos.         |
| --------- | --------------------------------- | --------------------- | ------------ | ------------ | ------------ | ------------ | ------------ | ------------ | ------------ |
| 2019      | Campeonato de EAU de Fórmula 4    | Dragon Racing         | 4            | 0            | 0            | 0            | 0            | 0            | NC           |
| 2019      | ADAC Fórmula 4                    | US Racing-CHRS        | 20           | 2            | 0            | 2            | 5            | 165          | 4.º          |
| 2019      | Campeonato de Italia de Fórmula 4 | US Racing-CHRS        | 18           | 1            | 6            | 1            | 4            | 144          | 5.º          |
| 2020      | Campeonato de Fórmula 3 de la FIA | Charouz Racing System | 18           | 0            | 0            | 0            | 0            | 3            | 21.º         |
| 2020      | Eurocopa de Fórmula Renault       | MP Motorsport         | 2            | 0            | 0            | 0            | 0            | 2            | 18.º         |
| 2021      | Campeonato Asiático de F3         | Hitech Grand Prix     | 15           | 0            | 0            | 0            | 0            | 60           | 10.º         |
| 2021      | Campeonato de Fórmula 3 de la FIA | Hitech Grand Prix     | 20           | 0            | 0            | 0            | 2            | 29           | 16.º         |
| 2021      | Eurofórmula Open                  | Team Motopark         | 3            | 1            | 0            | 0            | 2            | 55           | 12.º         |
| 2022      | Campeonato de Fórmula 3 de la FIA | Trident               | 18           | 1            | 1            | 1            | 4            | 117          | 5.º          |
| 2023      | Campeonato de Fórmula 2 de la FIA | Trident               | 26           | 0            | 0            | 0            | 0            | 15           | 18.º         |
| 2023      | Gran Premio de Macao              | Trident Motorsport    | 1            | 0            | 0            | 0            | 0            | N/A          | 12.º         |
| 2024      | Campeonato de Fórmula 2 de la FIA | Trident               | 22           | 1            | 0            | 0            | 1            | 14           | 22.º         |
| 2025      | Campeonato de Fórmula 2 de la FIA | Invicta Racing        | Disputándose | Disputándose | Disputándose | Disputándose | Disputándose | Disputándose | Disputándose |
| Fuente:   |                                   |                       |              |              |              |              |              |              |              |

## Resultados

### Campeonato de Fórmula 3 de la FIA
(Clave) (negrita indica pole position) (cursiva indica vuelta rápida puntuable)

| Año  | Escudería             | 1    | 1    | 2    | 2    | 3   | 3   | 4    | 4    | 5    | 5    | 6   | 6   | 7   | 7   | 8   | 8   | 9   | 9   | Pos. | Puntos | Ref.  |
| ---- | --------------------- | ---- | ---- | ---- | ---- | --- | --- | ---- | ---- | ---- | ---- | --- | --- | --- | --- | --- | --- | --- | --- | ---- | ------ | ----- |
| 2020 | Charouz Racing System | SPI1 | SPI1 | SPI2 | SPI2 | BUD | BUD | SIL1 | SIL1 | SIL2 | SIL2 | BAR | BAR | SPA | SPA | MNZ | MNZ | MUG | MUG | 21.º | 3      | [ 9 ] |
| 2020 | Charouz Racing System | 17   | 23   | 17   | 24   | 23  | 20  | 17   | 18   | 22   | 15   | 22  | 19  | 24  | 18  | 11  | 8   | 26† | 18  | 21.º | 3      | [ 9 ] |

| Año  | Escudería         | 1   | 1   | 1   | 2   | 2   | 2   | 3   | 3   | 3   | 4   | 4   | 4   | 5   | 5   | 5   | 6   | 6   | 6   | 7   | 7   | 7   | Pos. | Puntos | Ref.   |
| ---- | ----------------- | --- | --- | --- | --- | --- | --- | --- | --- | --- | --- | --- | --- | --- | --- | --- | --- | --- | --- | --- | --- | --- | ---- | ------ | ------ |
| 2021 | Hitech Grand Prix | BAR | BAR | BAR | LEC | LEC | LEC | SPI | SPI | SPI | BUD | BUD | BUD | SPA | SPA | SPA | ZAN | ZAN | ZAN | SOC | SOC | SOC | 16.º | 29     | [ 10 ] |
| 2021 | Hitech Grand Prix | 16  | 12  | 10  | 26  | 19  | 15  | 11  | 4   | 12  | 11  | 3   | 24  | 3   | 13  | 15  | 27  | 15  | 13  | 13  | C   | 26  | 16.º | 29     | [ 10 ] |

| Año  | Escudería | 1   | 1   | 2   | 2   | 3   | 3   | 4   | 4   | 5   | 5   | 6   | 6   | 7   | 7   | 8   | 8   | 9   | 9   | Pos. | Puntos | Ref.   |
| ---- | --------- | --- | --- | --- | --- | --- | --- | --- | --- | --- | --- | --- | --- | --- | --- | --- | --- | --- | --- | ---- | ------ | ------ |
| 2022 | Trident   | SAK | SAK | IMO | IMO | BAR | BAR | SIL | SIL | SPI | SPI | BUD | BUD | SPA | SPA | ZAN | ZAN | MNZ | MNZ | 5.º  | 117    | [ 11 ] |
| 2022 | Trident   | 24  | 22  | 4   | 1   | 8   | 2   | 6   | Ret | 5   | 11  | 9   | 12  | 2   | 2   | 10  | 4   | 12  | 6   | 5.º  | 117    | [ 11 ] |

### Campeonato de Fórmula 2 de la FIA
(Clave) (negrita indica pole position) (cursiva indica vuelta rápida puntuable)

| Año   | Escudería      | 1   | 1   | 2   | 2   | 3   | 3   | 4   | 4   | 5   | 5   | 6   | 6   | 7   | 7   | 8   | 8   | 9   | 9   | 10  | 10  | 11  | 11  | 12  | 12  | 13  | 13  | 14  | 14  | Pos. | Puntos | Ref.   |
| ----- | -------------- | --- | --- | --- | --- | --- | --- | --- | --- | --- | --- | --- | --- | --- | --- | --- | --- | --- | --- | --- | --- | --- | --- | --- | --- | --- | --- | --- | --- | ---- | ------ | ------ |
| 2023  | Trident        | SAK | SAK | YED | YED | MEL | MEL | BAK | BAK | MON | MON | BAR | BAR | SPI | SPI | SIL | SIL | BUD | BUD | SPA | SPA | ZAN | ZAN | MNZ | MNZ | YMC | YMC |     |     | 18.º | 15     | [ 12 ] |
| 2023  | Trident        | 13  | Ret | 17  | 14  | 16  | 14  | 8   | 17  | 12  | 7   | 13  | 12  | 5   | Ret | 15  | Ret | 16  | 14  | 15  | 9   | 14  | 11  | 8   | 10  | 11  | 12  |     |     | 18.º | 15     | [ 12 ] |
| 2024  | Trident        | SAK | SAK | YED | YED | MEL | MEL | IMO | IMO | MON | MON | BAR | BAR | SPI | SPI | SIL | SIL | BUD | BUD | SPA | SPA | MNZ | MNZ | BAK | BAK | LUS | LUS | YMC | YMC | 22.º | 14     | [ 13 ] |
| 2024  | Trident        | Ret | 13  | DSQ | Ret | 1   | 15  | Ret | 18  | 6   | 16  | 22  | 17  | 21  | 18  | 8   | 18  | 15  | 11  | 20  | 14  | 15  | 17  |     |     |     |     |     |     | 22.º | 14     | [ 13 ] |
| 2025* | Invicta Racing | MEL | MEL | SAK | SAK | YED | YED | IMO | IMO | MON | MON | BAR | BAR | SPI | SPI | SIL | SIL | SPA | SPA | BUD | BUD | MNZ | MNZ | BAK | BAK | LUS | LUS | YMC | YMC | 14.º | 12     | [ 14 ] |
| 2025* | Invicta Racing | 5   | C   | 15  | 17  | 5   | 12  | 8   | 17  | 11  | 7   |     |     |     |     |     |     |     |     |     |     |     |     |     |     |     |     |     |     | 14.º | 12     | [ 14 ] |

- * Temporada en progreso.